# Liste des sénateurs des États-Unis pour le Colorado
Cet article dresse la liste des membres du Sénat des États-Unis élus de l'État du Colorado depuis son admission dans l'Union le 1er août 1876.

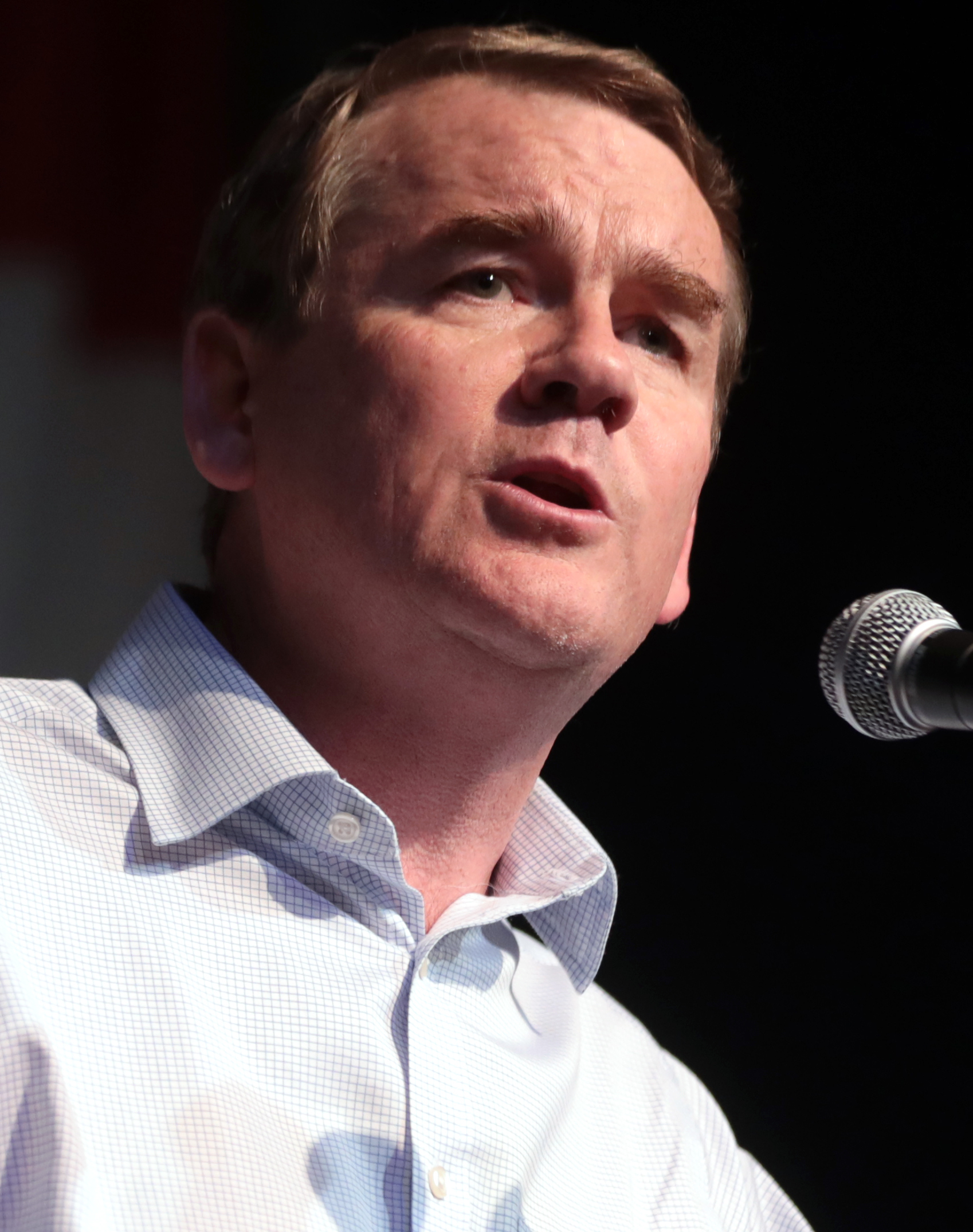
Michael Bennet (D), sénateur depuis 2009.
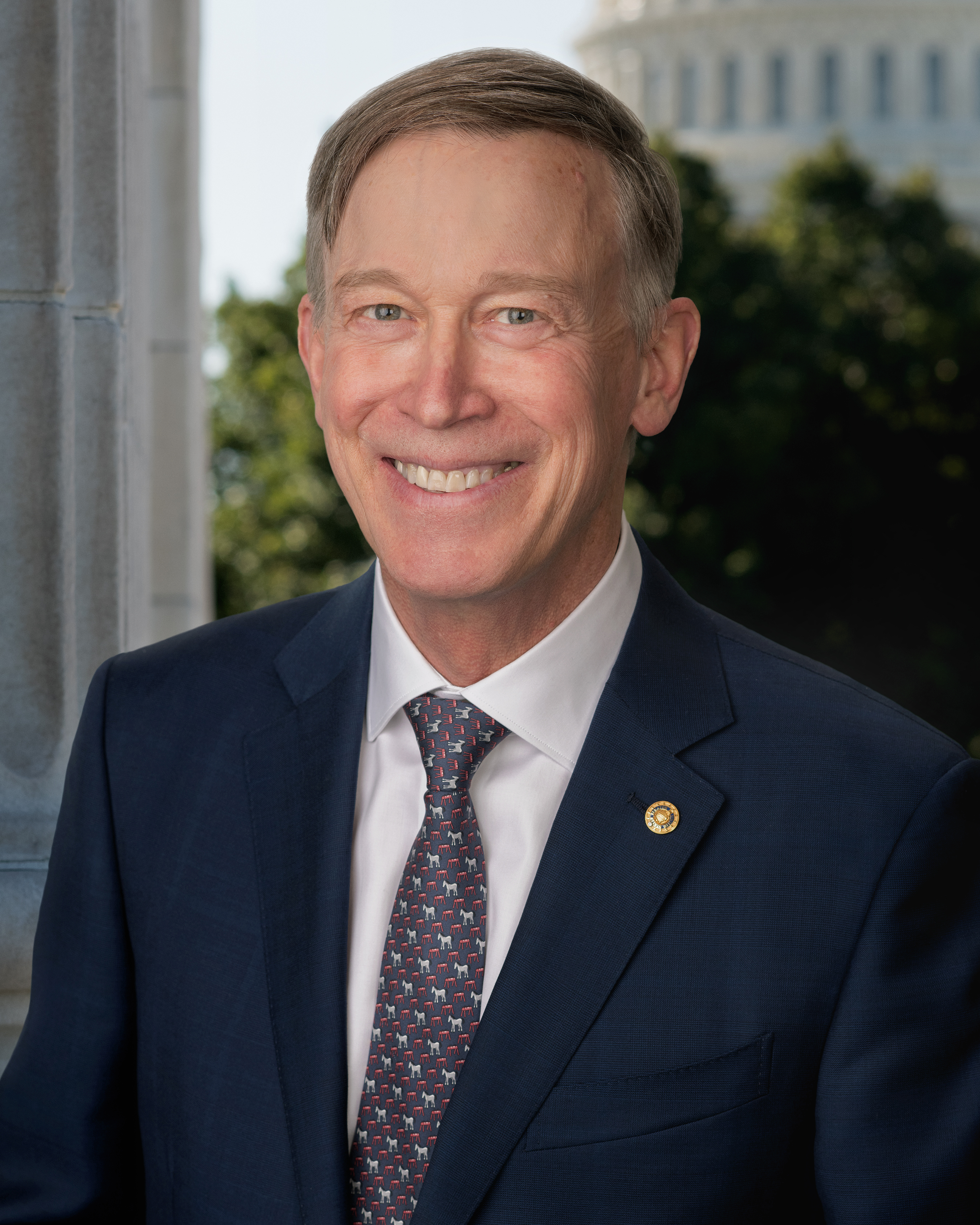
John Hickenlooper (D), sénateur depuis 2021.

## Élections
Les deux sénateurs sont élus au suffrage universel direct pour un mandat de six ans. Les prochaines élections auront lieu en novembre 2026 pour le siège de la classe II et en novembre 2028 pour le siège de la classe III.

## Liste des sénateurs

### ClasseII
| No. | Portrait | Nom                        | Début du mandat | Fin du mandat | Parti politique | Notes |
| --- | -------- | -------------------------- | --------------- | ------------- | --------------- | --- |
| 1   |          | Henry M. Teller            | 1876            | 1882          | Républicain     | Démissionne à la suite de sa nomination à la fonction de secrétaire à l'Intérieur des États-Unis dans le cabinet du président Chester A. Arthur. Élu au siège de classe III (1885-1909). |
| 2   |          | George M. Chilcott         | 1882            | 1883          | Républicain     | Nommé par le gouverneur Frederick Walker Pitkin (en) pour remplacer le sénateur Teller avant une élection spéciale.                                                                      |
| 3   |          | Horace Austin Warner Tabor | 1883            | 1883          | Républicain     | Élu pour terminer le mandat du sénateur Teller. Effectue le mandat le plus court comme sénateur des États-Unis pour le Colorado.                                                         |
| 4   |          | Thomas Mead Bowen          | 1883            | 1889          | Républicain     | |
| 7   |          | Edward Oliver Wolcott      | 1889            | 1901          | Républicain     | |
| 6   |          | Thomas MacDonald Patterson | 1901            | 1907          | Démocrate       | |
| 7   |          | Simon Guggenheim           | 1907            | 1913          | Républicain     | |
| 8   |          | John Franklin Shafroth     | 1913            | 1919          | Démocrate       | |
| 9   |          | Lawrence Cowle Phipps      | 1919            | 1931          | Républicain     | |
| 10  |          | Edward Prentiss Costiga    | 1931            | 1937          | Démocrate       | |
| 11  |          | Edwin Carl Johnson         | 1937            | 1955          | Démocrate       | |
| 12  |          | Gordon Llewellyn Allot     | 1955            | 1973          | Républicain     | |
| 13  |          | Floyd Kirk Haskell         | 1973            | 1979          | Démocrate       | |
| 14  |          | William Lester Armstrong   | 1979            | 1991          | Républicain     | |
| 15  |          | Hank Brown                 | 1991            | 1997          | Républicain     | |
| 16  |          | Wayne Allard               | 1997            | 2009          | Républicain     | |
| 17  |          | Mark Udall                 | 2009            | 2015          | Démocrate       | |
| 18  |          | Cory Gardner               | 2015            | 2021          | Républicain     | |
| 19  |          | John Hickenlooper          | 2021            | En cours      | Démocrate       | |

### ClasseIII
| No.         | Portrait | Nom                       | Début du mandat | Fin du mandat | Parti politique | Notes |
| ----------- | -------- | ------------------------- | --------------- | ------------- | --------------- | --- |
| 1           |          | Jerome B. Chaffee         | 1876            | 1879          | Républicain     | Le comté de Chaffee est baptisé en son honneur. |
| 2           |          | Nathaniel Peter Hill      | 1879            | 1885          | Républicain     | |
| 3           |          | Henry M. Teller           | 1885            | 1909          | Républicain     | Élu au siège de classe II (1876-1882). Change d'affiliation en 1897 et 1903. Effectue le mandat le plus long mandat comme sénateur des États-Unis pour le Colorado. |
| Silver      |          | Henry M. Teller           | 1885            | 1909          |                 | Élu au siège de classe II (1876-1882). Change d'affiliation en 1897 et 1903. Effectue le mandat le plus long mandat comme sénateur des États-Unis pour le Colorado. |
| Démocrate   |          | Henry M. Teller           | 1885            | 1909          |                 | Élu au siège de classe II (1876-1882). Change d'affiliation en 1897 et 1903. Effectue le mandat le plus long mandat comme sénateur des États-Unis pour le Colorado. |
| 4           |          | Charles James Hughes, Jr. | 1909            | 1911          | Démocrate       | Mort en fonction. |
| 5           |          | Charles Spalding Thomas   | 1913            | 1921          | Démocrate       | Élu pour terminer le mandat du sénateur Hughes et réélu en 1914. |
| 6           |          | Samuel Danford Nicholson  | 1921            | 1923          | Républicain     | Mort en fonction. |
| 7           |          | Alva B. Adams             | 1923            | 1924          | Démocrate       | Nommé par le gouverneur William Ellery Sweet (en) pour remplacer le sénateur Nicholson avant une élection spéciale.                                                 |
| 8           |          | Rice W. Means             | 1924            | 1927          | Républicain     | Élu pour terminer le mandat du sénateur Nicholson. |
| 9           |          | Charles W. Waterman       | 1927            | 1932          | Républicain     | Mort en fonction. |
| 10          |          | Walter Walker             | 1932            | 1932          | Démocrate       | Nommé par le gouverneur Billy Adams (en) pour remplacer le sénateur Waterman avant une élection spéciale.                                                           |
| 11          |          | Karl C. Schuyler          | 1932            | 1933          | Républicain     | Élu pour terminer le mandat du sénateur Waterman. |
| 12          |          | Alva B. Adams             | 1933            | 1941          | Démocrate       | Mort en fonction. |
| 13          |          | Eugene Millikin           | 1941            | 1957          | Républicain     | Nommé par le gouverneur Ralph Lawrence Carr (en) pour terminer le mandat du sénateur Adams avant une élection spéciale. Réélu en 1944 et 1950.                      |
| 14          |          | John Carroll              | 1957            | 1963          | Démocrate       | |
| 15          |          | Peter H. Dominick         | 1963            | 1975          | Républicain     | |
| 16          |          | Gary Hart                 | 1975            | 1987          | Démocrate       | |
| 17          |          | Tim Wirth                 | 1987            | 1993          | Démocrate       | |
| 18          |          | Ben Nighthorse Campbell   | 1993            | 2005          | Démocrate       | Il change d'affiliation en 1995 et est réélu en 1998. |
| Républicain |          | Ben Nighthorse Campbell   | 1993            | 2005          |                 | Il change d'affiliation en 1995 et est réélu en 1998. |
| 19          |          | Ken Salazar               | 2005            | 2009          | Démocrate       | Démissionne à la suite de sa nomination à la fonction de secrétaire à l'Intérieur des États-Unis dans le cabinet du président Barack Obama.                         |
| 20          |          | Michael Bennet            | 2009            | En cours      | Démocrate       | Nommé par le gouverneur Bill Ritter pour terminer le mandat du sénateur Salazar. Élu en 2010 et réélu en 2016 et 2022.                                              |